# Патнаик, Прабхат
Прабхат Патнаик (также Прабх, род. 19 сентября 1945, Джатни, Одиша) — индийский экономист-марксист и политический обозреватель. Преподавал в Центре экономических исследований и планирования в Школе социальных наук Университета Джавахарлала Неру в Нью-Дели с 1974 года до выхода на пенсию в 2010 году и в настоящий момент является заслуженным профессором этого университета. Патнаик являлся заместителем председателя Совета по планированию штата Керала с июня 2006 по май 2011.

## Ранние годы и образование
Патнаик родился 19 сентября 1945 года в Джатни, штат Одиша. Его отцом был лидер коммунистов и член Законодательного собрания штата (MLA) Прананатх Патнаик. Прабхат после начального обучения в своем родном городе учился в Колледже Дейли в Индоре, получив за заслуги в учёбе стипендию правительства Индии. Он получил бакалаврскую степень с отличием по экономике в Колледже Святого Стефана в Дели, заняв первое место в первом классе. После этого Прабхат поступил в Оксфордский университет в 1966 году по стипендии Родса и учился в Баллиол-колледже, а затем в Наффилд-колледже. Он получил степени бакалавра философии и доктора философии в Оксфорде. 

## Карьера
В 1969 году Патнаик поступил на факультет экономики и политики британского  Кембриджского университета и был избран членом Клэр-колледжа в Кембридже. В 1974 году он вернулся в Индию в качестве адъюнкт-профессора недавно созданного Центра экономических исследований и планирования (CESP) в Университете Джавахарлала Неру (JNU) в Нью-Дели. Он  был избран профессором Центра в 1983 году и преподавал там до выхода на пенсию в 2010 году. На момент выхода на пенсию он руководил кафедрой имени Сукхамоя Чакраварти по планированию и развитию в CESP. 
С июня 2006 по май 2011 года он занимал должность заместителя председателя Совета штата Керала по планированию при местном правительстве В. С. Ачутханандана из Коммунистической партии Индии (марксистской). Патнаик входил в состав влиятельной целевой группы Организации Объединённых Наций (ООН) из четырёх человек, которая рекомендовала меры по реформированию глобальной финансовой системы. Под председательством Джозефа Стиглица в группе работали также бельгийский социолог Франсуа Утар и министр экономической политики Эквадора Педро Паес.

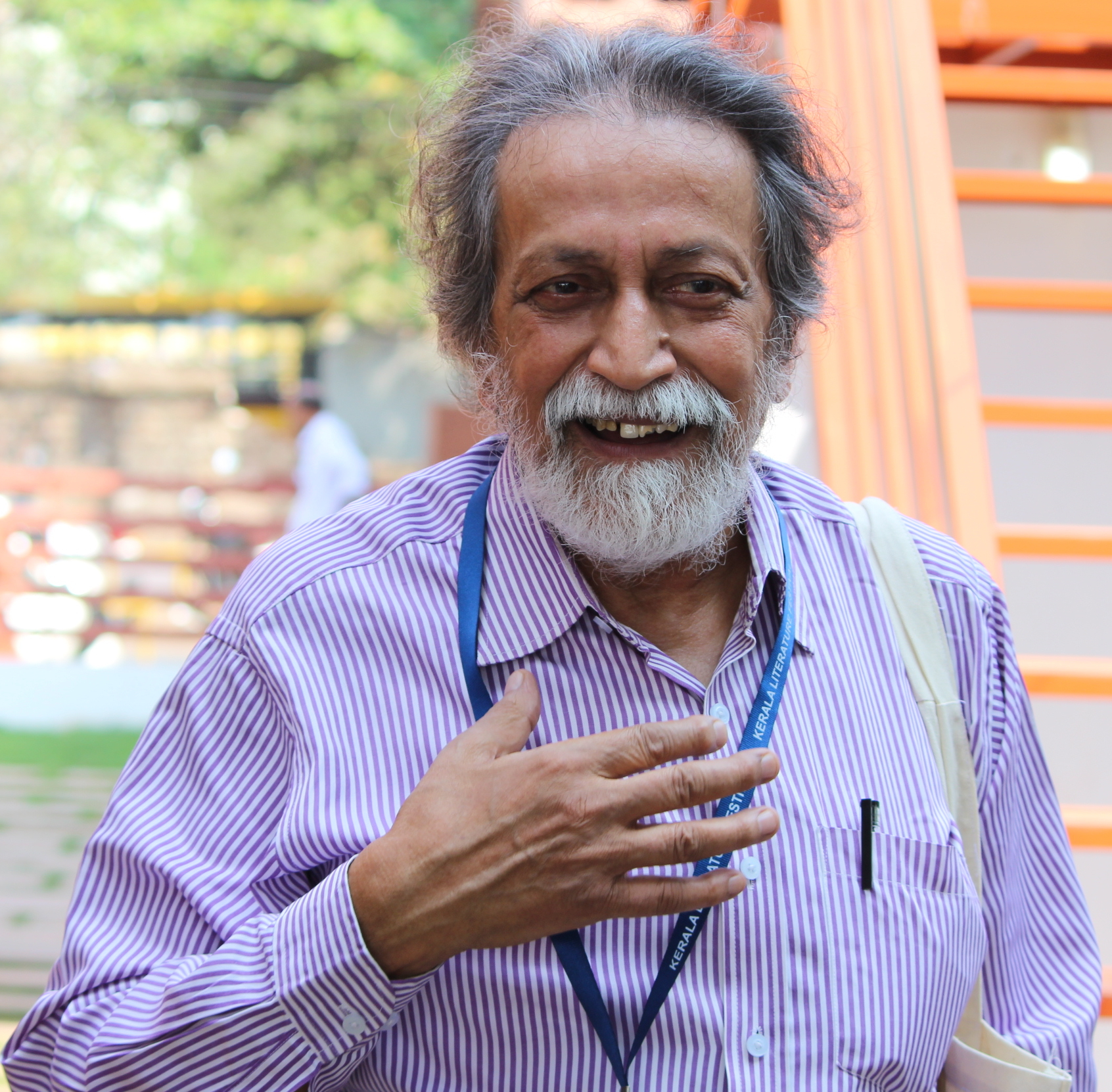
Прабхат Патнаик в 2017 году

## Взгляды
Прабхат Патнаик является стойким критиком как неолиберальной экономической политики, так и хиндутвы, он известен как социолог марксистско-ленинского толка. По его словам, в Индии увеличение экономического роста сопровождалось увеличением масштабов абсолютной бедности. Единственное решение — изменить классовую ориентацию индийского государства.

## Почести, награды и международное признание
В 2012 году Прабхат был удостоен звания почетного доктора экономических наук Школы восточных и африканских исследований Лондонского университета. Он также был удостоен престижной награды Фонда Байдьянатха Мишры Экономической ассоциации Ориссы, 2012 г. Он был номинирован как выдающийся экономист на премию Малкома Адишешиа 2022 года за вклад в исследования в сфере развития.

## Книги, научные статьи и журналы
Специализация учёного — макроэкономика и политическая экономия, в этой области он написал ряд книг и статей. Среди его книг — «Время, инфляция и рост» (1988 г.), «Экономика и эгалитаризм» (1990 г.), «Что бы ни случилось с империализмом и другие очерки» (1995 г.), «Накопление и стабильность при капитализме» (1997 г.), «Отступление к несвободе » (2003 г.), «Ценность денег» (2008 г.) и «Переосмысление социализма » (2011 г.).  Он является редактором журнала Social Scientist .

### Книги
- Accumulation and Stability under Capitalism (1997) (Publisher: Oxford University Press; ISBN 9780198288053)
- A Theory of Imperialism (2016) (Publisher: Columbia University Press; ISBN 9780231542265)
- The Value of Money (2008) (Publisher: Columbia University Press; ISBN 9780231146760)
- Marx's Capital: An Introductory Reader Essays (2011) (Publisher: Leftword Books; ISBN 9789380118000)
- Lenin and Imperialism: An Appraisal of Theories and Contemporary Reality (1986) (Publisher: Stosius Inc/Advent Books Division; ISBN 9780861315024)
- Re-Envisioning Socialism (2011) (Publisher: Tulika Books; ISBN 9788189487966)
- Excursus in History: Essays on Some Ideas of Irfan Habib (Modern Indian Thinkers) (2011) (Publisher: Tulika Books; ISBN 9788189487720)
- Economics and Egalitarianism (1991) (Publisher: Oxford University Press; ISBN 9780195624960)
- Accumulation and Stability under Capitalism (1997) (Publisher: Clarendon Press; ISBN 9780198288053)
- Retreat to Unfreedom: Essays on the Emerging World Order (2003) (Publisher: Tulika Publishers; ISBN 9788185229690)

### Публикации
- Economic Challenges for the Contemporary World: Essays in Honour of Prabhat Patnaik (2016) (Publisher: SAGE Publications Pvt. Ltd; ISBN 9789351508786)

## Семья
Прабхат женат на коллеге, экономисте-марксистке профессоре Утсе Патнаик.